# Nooralotta Neziri
Nooralotta Neziri (ur. 9 listopada 1992 w Turku) ps. "Nolo" – fińska lekkoatletka specjalizująca się w biegu na 100 metrów przez płotki.
Jej ojciec jest macedońskim Albańczykiem, a matka Finką.
W 2009 była piąta na mistrzostwach świata juniorów młodszych oraz wywalczyła złoty medal letniego olimpijskiego festiwalu młodzieży Europy. Na piątej lokacie ukończyła bieg przez płotki podczas mistrzostw świata juniorów w Moncton (2010). Finka została latem 2011 w Tallinnie mistrzynią Europy juniorek. Odpadła w eliminacjach mistrzostw Europy w 2012. Rok później zdobyła brąz młodzieżowych mistrzostw Starego Kontynentu w Tampere. Ustanawiając nowy rekord Finlandii (7,97), zajęła 6. miejsce w biegu na 60 metrów przez płotki podczas halowych mistrzostw Europie w Pradze (2015). Podczas rozgrywanych w Amsterdamie (2016) mistrzostw Europy zawodniczka dotarła do półfinału biegu na 100 metrów przez płotki.
Medalistka mistrzostw Finlandii, reprezentantka kraju w meczach międzypaństwowych oraz drużynowych mistrzostwach Europy.
Okazjonalnie występuje także w biegach rozstawnych.

## Osiągnięcia
| Rok  | Impreza                                 | Miejsce          | Konkurencja                          | Pozycja     | Wynik  |
| ---- | --------------------------------------- | ---------------- | ------------------------------------ | ----------- | ------ |
| 2009 | Mistrzostwa świata juniorów młodszych   | Tyrol Południowy | bieg na 100 m przez płotki (76,2 cm) | 5. miejsce  | 13,63  |
| 2009 | Olimpijski festiwal młodzieży Europy    | Tampere          | bieg na 100 m przez płotki (76,2 cm) | 1. miejsce  | 13,23  |
| 2010 | Superliga drużynowych mistrzostw Europy | Bergen           | bieg na 100 m przez płotki           | 12. miejsce | 13,57  |
| 2010 | Mistrzostwa świata juniorów             | Moncton          | bieg na 100 m przez płotki           | 5. miejsce  | 13,49  |
| 2011 | I liga drużynowych mistrzostw Europy    | Izmir            | bieg na 100 m przez płotki           | 7. miejsce  | 13,48  |
| 2011 | I liga drużynowych mistrzostw Europy    | Izmir            | sztafeta 4 × 100 m                   | 8. miejsce  | 45,44  |
| 2011 | Mistrzostwa Europy juniorów             | Tallinn          | bieg na 100 m przez płotki           | 1. miejsce  | 13,34  |
| 2012 | Mistrzostwa Europy                      | Helsinki         | bieg na 100 m przez płotki           | eliminacje  | 13,23  |
| 2013 | Halowe mistrzostwa Europy               | Göteborg         | bieg na 60 m przez płotki            | 8. miejsce  | 8,19   |
| 2013 | Młodzieżowe mistrzostwa Europy          | Tampere          | bieg na 100 m przez płotki           | 3. miejsce  | 13,39  |
| 2013 | Mistrzostwa świata                      | Moskwa           | bieg na 100 m przez płotki           | półfinał    | 13,04  |
| 2014 | Halowe mistrzostwa świata               | Sopot            | bieg na 60 m przez płotki            | eliminacje  | 8,21   |
| 2014 | Mistrzostwa Europy                      | Zurych           | bieg na 100 m przez płotki           | eliminacje  | 13,17  |
| 2014 | Mistrzostwa Europy                      | Zurych           | sztafeta 4 × 100 m                   | eliminacje  | 44,22  |
| 2015 | Halowe mistrzostwa Europy               | Praga            | bieg na 60 m przez płotki            | 6. miejsce  | 7,97   |
| 2015 | Mistrzostwa świata                      | Pekin            | bieg na 100 m przez płotki           | eliminacje  | 13,13  |
| 2016 | Mistrzostwa Europy                      | Amsterdam        | bieg na 100 m przez płotki           | półfinał    | 13,05  |
| 2016 | Igrzyska olimpijskie                    | Rio de Janeiro   | bieg na 100 m przez płotki           | półfinał    | 13,04  |
| 2018 | Halowe mistrzostwa świata               | Birmingham       | bieg na 60 m przez płotki            | półfinał    | 8,20   |
| 2018 | Mistrzostwa Europy                      | Berlin           | bieg na 100 m przez płotki           | półfinał    | 12,94  |
| 2019 | Halowe mistrzostwa Europy               | Glasgow          | bieg na 60 m przez płotki            | 6. miejsce  | 8,09   |
| 2019 | Mistrzostwa świata                      | Doha             | bieg na 100 m przez płotki           | półfinał    | 12,89  |
| 2021 | Halowe mistrzostwa Europy               | Toruń            | bieg na 60 m przez płotki            | 4. miejsce  | 7,93   |
| 2025 | I dywizja drużynowych mistrzostw Europy | Madryt           | bieg na 100 m przez płotki           | 6. miejsce  | 12,90w |
| 2025 | I dywizja drużynowych mistrzostw Europy | Madryt           | sztafeta 4 × 100 m                   | 14. miejsce | 44,48  |

## Rekordy życiowe
- Bieg na 60 metrów przez płotki (hala) – 7,91 (5 lutego 2021, Berlin i 9 lutego 2021, Liévin) były rekord Finlandii
- Bieg na 100 metrów przez płotki – 12,80 (21 czerwca 2025, Kuortane)